# Trirogma narendrani
Trirogma narendrani är en insektsart som beskrevs av Madhavikutty 2004. Trirogma narendrani ingår i släktet Trirogma och familjen Ampulicidae. Inga underarter finns listade i Catalogue of Life.